# Veauchette
Veauchette é uma comuna francesa na região administrativa de Auvérnia-Ródano-Alpes, no departamento de Loire. Estende-se por uma área de 7,54 km². Em 2010 a comuna tinha 1 187 habitantes (densidade: 157,4 hab./km²).